# Junction City (Wisconsin)
Junction City es una villa ubicada en el condado de Portage en el estado estadounidense de Wisconsin. En el Censo de 2010 tenía una población de 439 habitantes y una densidad poblacional de 108,03 personas por km². Está situada sobre el curso medio del río Wisconsin.

## Geografía
Junction City se encuentra ubicada en las coordenadas 44°35′44″N 89°46′11″O / 44.59556, -89.76972. Según la Oficina del Censo de los Estados Unidos, Junction City tiene una superficie total de 4.06 km², de la cual 4.04 km² corresponden a tierra firme y (0.51%) 0.02 km² es agua.

## Demografía
Según el censo de 2010, había 439 personas residiendo en Junction City. La densidad de población era de 108,03 hab./km². De los 439 habitantes, Junction City estaba compuesto por el 92.48% blancos, el 0.23% eran afroamericanos, el 0.23% eran amerindios, el 4.1% eran asiáticos, el 0% eran isleños del Pacífico, el 1.37% eran de otras razas y el 1.59% pertenecían a dos o más razas. Del total de la población el 3.19% eran hispanos o latinos de cualquier raza.